# Star City (Virginia Occidental)
Star City es un pueblo ubicado en el condado de Monongalia en el estado estadounidense de Virginia Occidental. En el Censo de 2010 tenía una población de 1825 habitantes y una densidad poblacional de 1.182,28 personas por km².

## Geografía
Star City se encuentra ubicado en las coordenadas 39°39′33″N 79°59′12″O / 39.65917, -79.98667. Según la Oficina del Censo de los Estados Unidos, Star City tiene una superficie total de 1.54 km², de la cual 1.28 km² corresponden a tierra firme y (17.11%) 0.26 km² es agua.

## Demografía
Según el censo de 2010, había 1825 personas residiendo en Star City. La densidad de población era de 1.182,28 hab./km². De los 1825 habitantes, Star City estaba compuesto por el 88.71% blancos, el 4.38% eran afroamericanos, el 0% eran amerindios, el 4.05% eran asiáticos, el 0% eran isleños del Pacífico, el 0.49% eran de otras razas y el 2.36% pertenecían a dos o más razas. Del total de la población el 2.9% eran hispanos o latinos de cualquier raza.